# 敦河條鰍
敦河條鰍（學名：Nemacheilus doonensis）為輻鰭魚綱鯉形目條鰍科條鰍屬的其中一種。分布於亞洲印度北方邦德拉敦淡水流域，體長可達3.2公分，棲息在水質清澈、流動快速、礫石底質河川底層水域，生活習性不明。

## 扩展阅读
維基物種上的相關：敦河條鰍